# Plagithmysus lamarckianus
Plagithmysus lamarckianus är en skalbaggsart som beskrevs av Sharp 1900. Plagithmysus lamarckianus ingår i släktet Plagithmysus och familjen långhorningar. Inga underarter finns listade i Catalogue of Life.